# (34815) Wongfaye
(34815) 2001 SQ113 est un astéroïde de la ceinture principale découvert en 2001.

## Description
(34815) 2001 SQ113 a été découvert le 20 septembre 2001 à l'observatoire Desert Eagle, un observatoire astronomique amateur privé, situé près de Benson, en Arizona aux États-Unis, par William Kwong Yu Yeung.

### Caractéristiques orbitales
L'orbite de cet astéroïde est caractérisée par un demi-grand axe de 2,60 ua, un périhélie de 2,37 ua, une excentricité de 0,09 et une inclinaison de 5,09° par rapport à l'écliptique. Du fait de ces caractéristiques, à savoir un demi-grand axe compris entre 2 et 3,2 ua et un périhélie supérieur à 1,666 ua, il est classé, selon la JPL Small-Body Database, comme objet de la ceinture principale.

### Caractéristiques physiques
(34815) 2001 SQ113 a une magnitude absolue (H) de 14,9 et un albédo estimé à 0,050.